# El Portal Old Schoolhouse
L'El Portal Old Schoolhouse est une école américaine à El Portal, dans le comté de Mariposa, en Californie. Elle est inscrite au Registre national des lieux historiques depuis le 1er février 2011.